# Lucas, fourmi malgré lui
Pour les articles homonymes, voir Bully.
Pour le jeu vidéo, voir Lucas, fourmi malgré lui (jeu vidéo).
Pour plus de détails, voir Fiche technique et Distribution.
Lucas, fourmi malgré lui, ou Le Tyran des fourmis au Québec (The Ant Bully) est un film d'animation américain réalisé par John A. Davis, sorti en 2006.

## Synopsis
Après que le petit Lucas se soit amusé à terroriser une colonie de fourmis, ces dernières décident de le punir en le transformant en l'une des leurs. Les fourmis emmènent Lucas dans leur fourmilière qui risque d'être détruite car il a signé, à la place de ses parents, un contrat avec un exterminateur d'insectes. Sa « nouvelle » vie ne tient donc plus qu'à un fil…

## Fiche technique
- Titres français : Lucas, fourmi malgré lui
- Titre québécois : Le Tyran des fourmis
- Titre original : The Ant Bully
- Réalisation : John A. Davis
- Scénario : John A. Davis, d'après le livre éponyme de John Nickle publié en 1999
- Production : John A. Davis, Gary Goetzman et Tom Hanks
- Production exécutive : Keith Alcorn, William Fay, Scott Mednick et Thomas Tull
- Musique : John Debney
- Montage : Jon Price
- Pays de production :  États-Unis
- Format : Couleur
- Durée : 88 minutes
- Budget : 50.000.000 $
- Dates de sorties :
  - États-Unis : 28 juillet 2006
  - France : 9 août 2006
  - Belgique : 18 octobre 2006

## Distribution

### Voix originales
- Zach Tyler Eisen : Lucas Nickle
- Julia Roberts : Hova, l'infirmière
- Nicolas Cage : Zoc, le sorcier fourmi
- Meryl Streep : La très sage reine
- Paul Giamatti : Stan Beals
- Regina King : Kreela, la professeur
- Bruce Campbell : Fugax
- Lily Tomlin : Mommo
- Cheri Oteri : Doreen Nickle
- Larry Miller : Fred Nickle
- Allison Mack : Tiffany Nickle
- Ricardo Montalban : Le chef du conseil
- Myles Jeffrey : Steve
- Jake T. Austin : Nicky

### Voix françaises
- Gwenaël Sommier : Lucas Nickle
- Alexandra Lamy : Hova, l'infirmière
- Bruno Salomone : Zoc, le sorcier fourmi
- Nathalie Baye : La Reine
- Florence Foresti : Kreela, la professeur
- Philippe Valmont : Fugax, l'éclaireur
- Benoît Allemane : Le Chef du conseil
- Jean-François Vlérick : Stan Beals
- Émilie Rault : Tiffany Nickle
- Antoine Tomé : Fred Nickle
- Régine Teyssot : Doreen Nickle
- Marie-Thérèse Orain : Mommo
- Emmanuel Garijo : Scarabée
- Marc Alfos : Ver luisant
- Boris Rehlinger : Le mouche
- Michel Vigné : Chef de guêpe
- Jérôme Pauwels : Survivant de la guêpe
- Pascal Casanova : Fourmi soldat

### Voix québécoises[2]
- Aliocha Schneider : Lucas Nickle
- Nathalie Coupal : Hova, l'infirmière
- Alain Zouvi : Zoc, le sorcier fourmi
- Anne Caron : La Reine des fourmis
- Anne Dorval : Kreela, l'enseignante
- Jean-François Beaupré : Fugax, l'éclaireur
- Sylvain Hétu : Stan Beals
- Kim Jalabert : Tiffany Nickle
- Johanne Garneau : Mommo
- Pierre Chagnon : Fred Nickle
- Valérie Gagné : Doreen Nickle

### Box-office
| Pays                          | Box-office      | Nbre de sem. | Classement TLT | Date        |
| Box-office Mondial            | 54.642.535 $    | -            | -              | -           |
| Box-office États-Unis/ Canada | 28.142.535 $    | 16 sem.      | 1.656e         | au 16/11/06 |
| Box-office France             | 373.022 entrées | 4 sem.       | -              | au 05/09/06 |
| Box-office Paris              | 76.010 entrées  | 4 sem.       | -              | au 05/09/06 |
| Box-office Suisse             | 17.462 entrées  | -            | -              | Total       |

Sources :
- Mondial : boxofficemojo.com
- États-Unis/ Canada : boxofficemojo.com
- France : cbo-boxoffice.com
- Suisse : procinema.ch